# Aïn Sandel
Aïn Sandel est une commune de la wilaya de Guelma en Algérie.

## Géographie
| Coordonnées géographiques d'Aïn Sandel | Latitude: 36.2446, Longitude: 7.51246 36° 14′ 41″ Nord, 7° 30′ 45″ Est |
| Superficie d'Aïn Sandel                | 7 900 hectares 79,00 km²                                               |
| Altitude d'Aïn Sandel                  | 1 144 m                                                                |
| Climat d'Aïn Sandel                    | Climat méditerranéen avec été chaud (Classification de Köppen: Csa)    |

Distance (en kilomètre) entre Aïn Sandel et les plus grandes villes d'Algérie.
| Alger 403 km  | Oran 738 km           | Constantine 81 km              |
| Batna 144 km  | Djelfa 424 km         | Sétif 187 km                   |
| Annaba 76 km  | Sidi Bel Abbès 746 km | Biskra 339 km                  |
| Tiaret 567 km | Tébessa 108 km        | El Khroub 74 km la plus proche |

Ci-dessous, retrouvez une liste des villes et villages voisins de Aïn Sandel classés par distance.
| Bouhachana 6.9 km   | Aïn Larbi 10.6 km | Sedrata 13 km         |
| Khezarra 14 km      | Khemissa 14.6 km  | Hammam N'Bail 14.8 km |
| Aïn Soltane 14.8 km | Zouabi 15.7 km    | Tiffech 19.4 km       |